# Лунный свет (фильм, 2002)
«Лунный свет» (англ. Moonlight) — триллер 2002 года режиссёра Паулы ван дер Уст (нид.).

## Сюжет
Клэр живёт неподалёку от аэропорта со своими богатыми приёмными родителями в роскошном и обособленно стоящем в лесу доме. Однажды, в день прихода к Клэр первых месячных, в сарае семейного сада она обнаруживает раненого и окровавленного подростка своего возраста. Как выяснилось, парень является молодым наркокурьером-глотателем, по всей видимости из Афганистана, его ранили, пытаясь застрелить после извлечения из него упаковок с наркотиками. Клэр решает сохранить его присутствие в тайне от своей семьи. Она пытается заговорить с ним на нескольких языках: на английском, французском, даже на русском, но он ничего не понимает. Он произносит несколько непонятных ей слов, среди которых «Ахриш». Клэр решает, что так его зовут. Медленно и с её помощью он восстанавливает силы, и они влюбляются друг в друга. Когда наркодилеры возвращаются и семья Клэр должна вернуться в город, они решают сбежать, хотя для Клэр это трудно из-за её прошлого, когда её ребёнком бросили одну. Они долго скрываются от преследовавших их бандитов, которые выяснили, что они извлекли не все упаковки с наркотиками. Когда же наконец ребят схватили и заперли в микроавтобусе, Клэр удаётся с помощью прихваченных с собой ножниц освободиться, воткнув их в бандита. Тем временем от воспаления и потери крови Ахриш умирает. Клэр садится за руль микроавтобуса и направляет его в машину с преступниками. От столкновения автобус несколько раз переворачивается. На этом фильм заканчивается.
Фильм содержит шокирующие сцены насилия, жестокости, крови, занятия сексом подростков и употребления ими наркотиков.

## В ролях
- Гюнтер Басмэйкер — парень
- Франк Сазонофф — сопровождающий
- Эндрю Говард — главарь бандитов
- Дэвид Бастэрд — первый бандит
- Элвир Сабанович — второй бандит
- Лаурен Ван ден Брук — Клэр
- Йохан Лейсер — отец
- Стефен Тэти — пациент
- Квик — собака Джонас
- Джемма Редгрейв — мать
- Сара Маркианидис — девушка-студентка
- Эмма Дрьюс — Дафни
- Валери Скотт — учитель
- Аурели Петрини — умственно отсталая девушка
- Джанин Хорсбюрг — первая монахиня
- Энн Оверстэл Комфорт — вторая монахиня
- Дин Грегори — первый священник
- Крис Беарн — второй священник
- Клэр Джонстон — третья монахиня
- Ханна-Лу Уайтхаус — четвёртая монахиня
- Ромуальд Гроулт — сумасшедший мужчина в автомобиле
- Галина Рейджн — сумашесдшая женщина в автомобиле
- Эммануэль Тоннеро — продавщица
- Пьетер Рьеменс — фотограф
- Денис Симонетта — человек в универмаге
- Люк Шрейнер — водитель
- Мариус Готтлиб — новый парень

## Награды и премии
- В 2003 год Laurien Van den Broeck получила премию Жюри за лучшую роль молодой актрисы.
- В 2003 году на голливудском кинофестивале Паула ван дер Уст награждена Hollywood Discovery за лучший европейский художественный фильм.
- В 2003 году Paula van der Oest за фильм «Лунный свет» награждена Students Jury Award.
- В 2003 году на московском кинофестивале Паула ван дер Уст за этот фильм номинировалась на премию Golden St. George.
- В 2002 году на голландском кинофестивале Паула ван дер Уст награждена Youth Jury Award.
- В 2002 году на голландском кинофестивале Laurien Van den Broeck номинировалась на премию Golden Calf в номинации «лучшая актриса».
- В 2002 году на голландском кинофестивале Паула ван дер Уст номинировалась на премию Golden Calf в номинации «лучший режиссёр художественного фильма».